# Leucothyreus rufipes
Leucothyreus rufipes är en skalbaggsart som beskrevs av Blanchard 1851. Leucothyreus rufipes ingår i släktet Leucothyreus och familjen Rutelidae. Inga underarter finns listade i Catalogue of Life.